# 能瀬さやか
能瀬 さやか（のせ さやか、1979年 - ）は、日本の産婦人科医・内科医。

## 略歴
出生地は秋田県秋田市であるが、産婦人科医の父・小倉秀彦の転勤に伴い青森県へ転居、弘前市、青森市を経て八戸市で育つ。八戸市立長者中学校、青森県立八戸高等学校を経て北里大学医学部卒業。
同愛記念病院で研修医として勤務後、2006年、東京大学医学部産婦人科学教室へ入局。2012年、国立スポーツ科学センター（JISS）の公募に応じ内科医として採用され、女性トップアスリートの診療、メディカルチェックに従事する。
JISSでの任期を終えた2017年、東京大学医学部附属病院に国立大学初の女性アスリート外来を新設。JISSでのトップアスリート中心の対応からパラアスリートや一般の学生選手、中高年の市民ランナーまで対応範囲を広げる。診療・研究のみならず、学生や指導者向けへの啓発活動も行う。2023年、JISSに戻り現職。
日本産科婦人科学会専門医、日本産科婦人科学会指導医、日本生殖医学会生殖医療専門医、日本スポーツ協会公認スポーツドクター、日本パラスポーツ協会公認パラスポーツ医、日本女性医学学会女性ヘルスケア専門医、医学博士。2023年、第15回YMFSスポーツチャレンジ賞、ウーマン・オブ・ザ・イヤー2024を受賞。ほか、女性スポーツ関連団体の委員等多数。

## 人物・研究成果
「スポーツ医学＝整形外科」の常識を覆し、これまで誰も足を踏み入れなかった女性アスリートの「婦人科問題」の諸問題を、データをもとに明らかにしてきた。
中学校・高等学校時代はバスケットボールに熱中した。当初は父と同じ産婦人科医を志したが、医学部5年生のとき「女性アスリートの三主徴」（無月経・骨粗鬆症・利用可能エネルギー不足）に関する記事を目にし、産婦人科医がアスリートをサポートできる接点を発見、スポーツにかかわる仕事を模索する。勤務医としての活動の傍ら、女子サッカーU-13の海外遠征への帯同を皮切りにスポーツへのかかわりを始める。多くのアスリートを診るためにJISSに移ったが、そこで能瀬が目撃したのは、女性トップアスリートの約4割が無月経を含めた月経不順を抱えていたこと、低用量ピルの服用により月経をコントロールできることを知らなかった女性アスリートの存在、「月経が止まって、アスリートとしては一人前」と公言する指導者の存在であり、トップアスリートとされる女性たちの多くが、女性特有の月経の仕組みとその対処法をほとんど理解していないことに驚かされる。能瀬は約700名分の女性アスリートたちのカルテを産婦人科医の視点で詳細に調べ、数値化し「日本における女性アスリートの三主徴の問題」として2012年10月、日本臨床スポーツ医学会で発表した。この研究結果は大きな反響を引き起こし、日本産科婦人科学会女性アスリート小委員会、一般社団法人女性アスリート健康支援委員会の起ち上げ等につながっていった。以後、10年以上にわたり東大病院、再度のJISSにおいても一貫して日本の女性アスリートが抱える問題の改善に取り組む。
この10年間で女性トップアスリートを取り巻く環境は一変したとし、現在では中学校・高等学校の部活動等、特に若い世代への教育・啓発を重視する。「強い月経痛のある月経困難症やPMS（月経前症候群）、PMSの一種でメンタル不調の強いPMDD（月経前不快気分障害）、過多月経などについて、10代のうちからきちんと知識を持っていてほしい。」「女性は、10代で無月経や低体重があると20歳頃に骨量がピークまで行かず、一生骨量が低いまま経過し、疲労骨折のリスクが高まります。手遅れになる前にサポートできる体制を作りたいです。」と能瀬は説く。